# Anisodes acrobeles
Anisodes acrobeles là một loài bướm đêm trong họ Geometridae.